# Michelle Williams
Michelle Ingrid Williams (Kalispell, Montana, 9 de setembre de 1980) és una actriu estatunidenca. Va saltar a la fama interpretant a Jennifer Lindley en la sèrie de televisió Dawson's Creek i es va fer famosa pel seu paper a la pel·lícula Brokeback Mountain, pel qual va rebre, entre altres nominacions, la de l'Oscar a la millor actriu secundària.

## Biografia
Michelle Williams va nàixer en Kalispell, Montana, el 9 de setembre de 1980, sent la major de cinc fills. Els seus pares són Larry i Carla Williams.
A l'edat de quinze anys es va graduar de secundària i s'emancipà dels seus pares per a perseguir una carrera com a actriu. Va obtenir diversos papers menuts i eventualment va aconseguir el paper de Jen en la sèrie de televisió Dawson's Creek, que la va fer famosa.
En el rodatge de la pel·lícula Brokeback Mountain conegué l'actor Heath Ledger, amb qui tingué una relació de la qual va nàixer la seva filla, Matilda Rose.

## Carrera professional
Michelle obtingué diversos papers menuts en produccions menors, però va ser la seua interpretació en Dawson's Creek com Jen Lindley el paper que la va fer famosa. El programa es va emetre de 1998 a 2003 i també estava protagonitzat per James Van Der Beek, Joshua Jackson, Kerr Smith i Katie Holmes.
El seu primer paper protagonista va ser en la pel·lícula Dick, al costat de Kirsten Dunst. Posteriorment va fer nombroses pel·lícules independents.
En el 2005 obtingué el paper d'Alma Del Mar en la pel·lícula d'Ang Lee Brokeback Mountain, pel qual va rebre un Critics Choice Award i nominacions als premis Globus d'Or, BAFTA i Oscar com a millor actriu de repartiment. Posteriorment ha participat en I'm Not There (peculiar biografia de Bob Dylan) i en Deception, thriller eròtic amb Hugh Jackman i Ewan McGregor. Per a aquesta última pel·lícula els tres protagonistes van rodar algunes escenes en la ciutat espanyola de Madrid.

## Filmografia
| Any  | Títol                                                   | Paper            | Notes |
| ---- | ------------------------------------------------------- | ---------------- | --- |
| 1994 | Lassie                                                  | April Porter     | |
| 1995 | Species, espècie mortal (Species)                       | Sil jove         | |
| 1997 | Heretaràs la terra (A Thousand Acres)                   | Pammy            | |
| 1998 | Halloween H20: 20 Years Later                           | Molly            | |
| 1999 | But I'm a Cheerleader                                   | Kimberly         | |
| 1999 | Dick                                                    | Arlene Lorenzo   | |
| 2000 | Si les parets parlessin 2 (If These Walls Could Talk 2) | Linda            | |
| 2001 | Prozac Nation                                           | Ruby             | |
| 2001 | Me Without You                                          | Holly            | |
| 2003 | The Station Agent                                       | Emily            | |
| 2003 | The United States of Leland                             | Julie Pollard    | |
| 2004 | Herois imaginaris (Imaginary Heroes)                    | Penny Travis     | |
| 2004 | Land of Plenty                                          | Lana             | |
| 2004 | A Hole in One                                           | Anna Watson      | |
| 2005 | The Hawk is Dying                                       | Betty            | |
| 2005 | The Baxter                                              | Cecil Mills      | |
| 2005 | Brokeback Mountain                                      | Alma             | Nominació − Oscar a la millor actriu secundària Nominació − Globus d'Or a la millor actriu secundària Nominació − BAFTA a la millor actriu secundària |
| 2006 | The Hottest State                                       | Samantha         | |
| 2007 | I'm Not There.                                          | Coco Rivington   | |
| 2008 | Synecdoche, New York                                    | Claire Keen      | |
| 2008 | Wendy and Lucy                                          | Wendy            | |
| 2008 | La llista (Deception)                                   | S                | |
| 2008 | Incendiary                                              | Mare jove        | |
| 2009 | Mammoth                                                 | Ellen Vidales    | |
| 2010 | Blue Valentine                                          | Cindy            | Nominació − Oscar a la millor actriu Nominació − Globus d'Or a la millor actriu dramàtica                                                             |
| 2010 | Shutter Island                                          | Dolores          | |
| 2010 | Meek's Cutoff                                           | Emily Tetherow   | |
| 2011 | Take This Waltz                                         | Margot           | |
| 2011 | La meva setmana amb Marilyn (My Week with Marilyn)      | Marilyn Monroe   | Globus d'Or a la millor actriu musical o còmica Nominació − Oscar a la millor actriu Nominació − BAFTA a la millor actriu                             |
| 2013 | Oz: The Great and Powerful                              | Annie / Glinda   | |
| 2014 | Suite francesa                                          | Lucile Angellier | |
| 2016 | Manchester by the Sea                                   | Randi Chandler   | Nominació − Oscar a la millor actriu secundària Nominació − Globus d'Or a la millor actriu secundària Nominació − BAFTA a la millor actriu secundària |
| 2016 | Certain Women                                           | Gina             | |
| 2017 | Wonderstruck                                            | Elaine           | |
| 2017 | The Greatest Showman                                    | Charity Barnum   | |
| 2018 | I Feel Pretty                                           | Avery LeClaire   | |

### Sèries de televisió
| Any       | Títol                       | Paper                | Notes                                  | Ref.         |
| --------- | --------------------------- | -------------------- | -------------------------------------- | ------------ |
| 1993      | Baywatch                    | Bridget              | Episodi: "Race Against Times: Part 1"  |              |
| 1994      | Step by Step                | J.J                  | Episodi: "Something Wild"              |              |
| 1995      | Home Improvement            | Jessica Lutz         | Episodi: "Wilson's Girlfriend"         |              |
| 1995      | Raising Caines              | Trish Caines         | Paper principal: temporada 1           |              |
| 1996      | My Son Is Innocent          | Donna Winston        | Pel·lícula de televisió                | [ 5 ]        |
| 1997      | Killing Mr. Griffin         | Maya                 | Pel·lícula de televisió                | [ 6 ]        |
| 1998–2003 | Dawson's Creek              | Jen Lindley          | Paper principal: 6 temporades          | [ 7 ]        |
| 2000      | If These Walls Could Talk 2 | Linda                | Pel·lícula de televisió                | [ 8 ]        |
| 2013      | Cougar Town                 | Germana de la Laurie | Episodi: "Blue Sunday"                 | [ 9 ] [ 10 ] |
| 2019      | Fosse/Verdon                | Gwen Verdon          | Mini sèrie; també productora executiva | [ 11 ]       |